# Ministrant

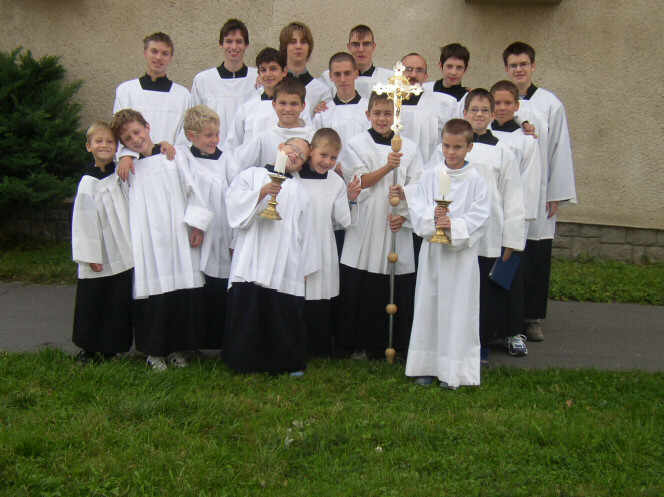
Ministranti

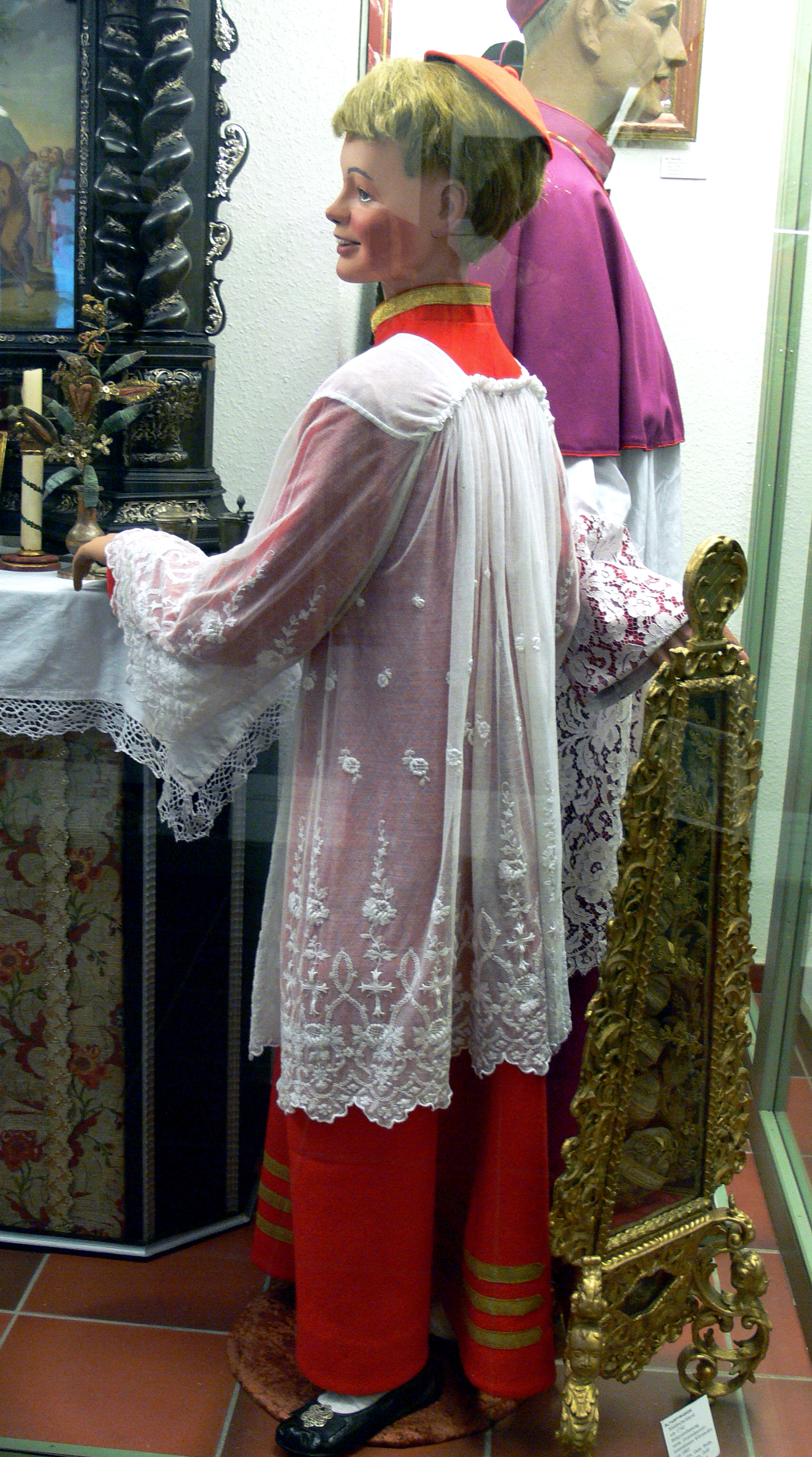
Ministrant v tradičním oblečení, figurína v muzeu klášterní kultury ve Weingartenu

Ministrant je světský služebník, který napomáhá kněžím během bohoslužby. Pojem se používá zejména v rámci římskokatolické církve, ovšem obdobná funkce existuje i u některých evangelických a starokatolických církví a rovněž v Obci křesťanů.

## Pojetí v římskokatolické církvi
Latinské slovo ministrare je možné přeložit jako „sloužit“, což znamená druhému člověku činit to, co si přeje. Tato služba souvisí s odkazem Ježíše Krista – např. Jan 13, 1–20. Mezi služby ministranta patří také pomoc při udílení některých svátostí, zejména svátosti křtu a eucharistie (sv. přijímání a mše svaté). Hlavními patrony ministrantů jsou sv. Tarsicius a sv. Dominik Savio.
Římskokatolická církev klade na ministranty a jejich výchovu velký důraz, částečně i protože předpokládá, že z nich vyrostou noví kněží. Existují spolky ministrantů, ministrantské akce a ministrantské časopisy (např. v České republice časopis Tarsicius).
Ministrování je obvyklé u chlapců do 20 let, často se objevují i starší ministranti. Starší ministranti bývají někdy žertovně označováni jako „maxistranti“.

## Úkoly ministrantů

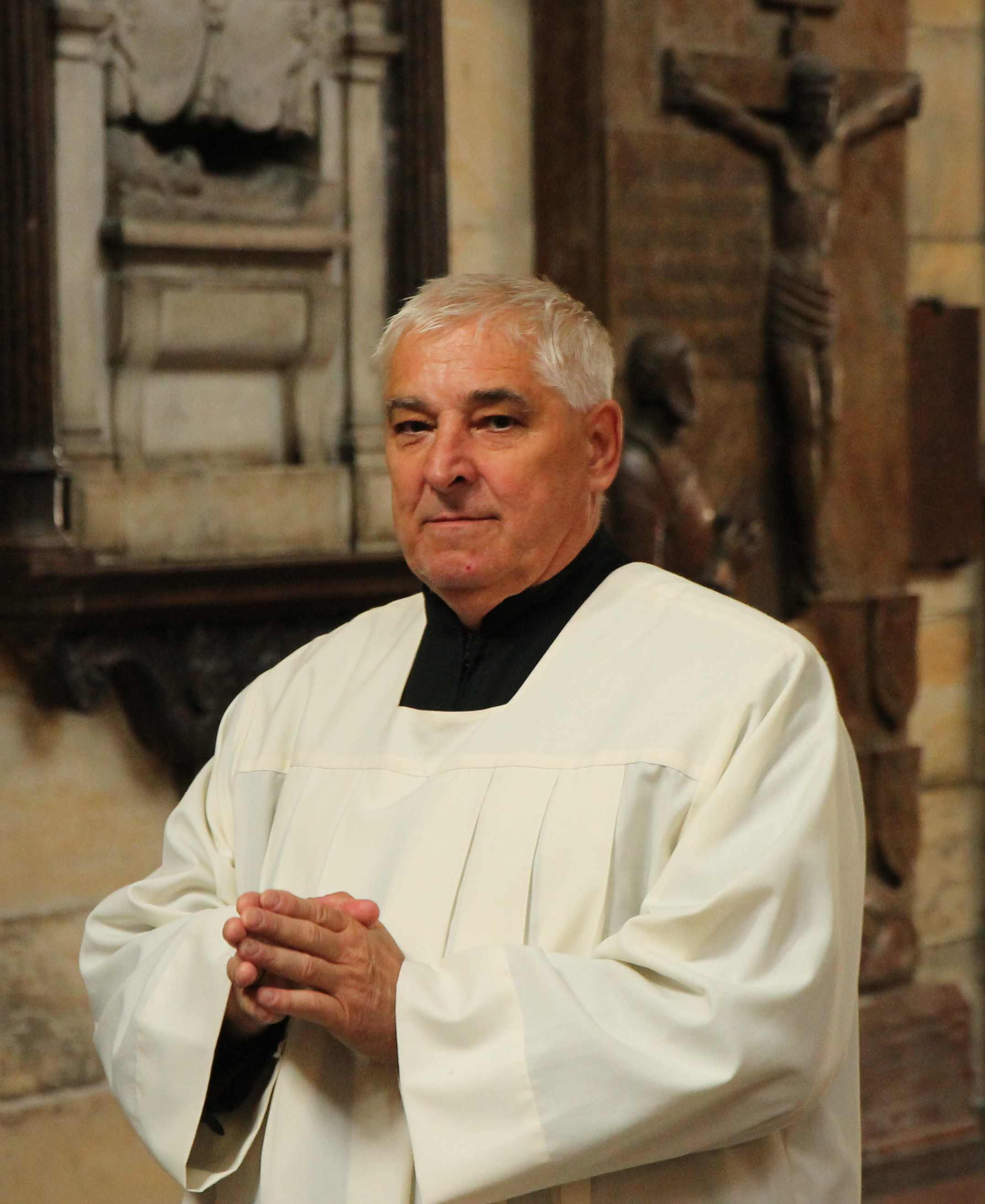
Ministrant Michael Karas při průvodu v pražské katedrále

Mezi služby, které může ministrant vykonávat během slavení mše svaté patří:
- Ceremoniář – Je hlavní ministrant, který má na starosti dodržování ceremonií a důstojný průběh mše svaté. Během bohoslužby koordinuje ostatní osoby u oltáře, včetně celebranta a koncelebrantů. Před každým obřadem by se měl pečlivě připravit, případně s účastí ostatních provést nácvik obřadu. Do této funkce může být ustanoven laik nebo duchovní, který je dobře seznámen s liturgií daného ritu. U katedrál a papežského dvora je ustanoven stálý ceremonář.
- Lektor – Předčítá čtení (kromě evangelia) při mši svaté. Může číst intence a zpívat nebo číst žalm. Jestliže se při mši nezpívá z kancionálu, recituje antifony z misálu. K ambonu odchází až po skončení vstupní modlitby. Na konci čtení říká: „Slyšeli jsme slovo Boží.“ Lid odpovídá: „Bohu díky!“
- Akolyta – Po přímluvách rozprostírá na obětním stole korporál, připraví kalich, pult s misálem a mikrofon. Pomáhá knězi při přebírání darů od věřících, nebo je sám přinese z abaku. Podává knězi konvičky. Lije vodu na ruce kněze a podává mu manutergium (lavabo). Při proměňování Těla a Krve Páně může zazvonit. Během obřadu přijímání obsluhuje patenu. Po svatém přijímání nalije vodu knězi do kalicha. Odnáší kalich a další bohoslužebné náčiní. Mimořádně může z pověření kněze nebo biskupa podávat svaté přijímání.
- Librista – Drží misál knězi při vstupní modlitbě, závěrečné modlitbě a slavnostním požehnání. Může dát na oltář pult s misálem během chystání bohoslužby oběti.
- Kruciferář – V průvodu nese kříž mezi ceroferáři se svícemi, za turiferářem. Po příchodu k oltáři umístí kříž v blízkosti oltáře, nebo jej může u oltáře držet během celé bohoslužby, pokud se u oltáře nachází jiný kříž, odnese kruciferář ten svůj do zákristie.
- Ceroferář – V průvodu na začátku a konci mše svaté nesou svíce vedle kříže. Přináší svíce ke čtení evangelia. Mohou držet svíce při podávání sv. přijímání v blízkosti podávajících. Stojí vždy naproti sobě.
- Turiferář – Obsluhuje kadidelnici.
- Navikulář – Nese loďku po boku turiferáře.
- Komentátor – Vysvětluje probíhající obřady a dává věřícím pokyny. Může číst ohlášky na konci mše.[4]
- Infulář – Stará se při obřadech o mitru nebo solideo biskupa.
- Baculifer – Má na starosti biskupskou berlu.
- Insigniář – Nese jednu z biskupských insignií. Zpravidla přitom používá bílé velum.
- Asperferář – Vedle žehnajícího nese nádobku se svěcenou vodou.

## Ministrování žen
Ministrování bylo původně čistě mužskou záležitostí, přičemž zcela na počátku byli ministranty přednostně mladí chlapci, u kterých se předpokládala církevní kariéra. Převážně mužskou záležitostí zůstává i dnes, byť se v některých farnostech mezi ministranty objevují i dívky. V Česku se nicméně ministrování žen příliš nerozšířilo.
Církev dříve výslovně zakazovala ženám službu u oltáře (např. v encyklice Allatae Sunt, vydané papežem Benediktem XIV. 26. července 1755). Kodex kanonického práva z roku 1917 ministrování žen připouštěl v kánonu 813 § 2, ovšem s výhradou, že se tak smí dít jen, nejsou-li k dispozici muži a že ženy nesmí přistupovat k oltáři. Po Druhém vatikánském koncilu se začaly objevovat v jednotlivých farnostech (zejména v Německu) mezi ministranty i dívky. Kongregace pro bohoslužbu a svátosti zakázala tuto praxi v instrukcích Liturgicae instaurationes (1970) a Inaestimabile donum (1980), byť ani tak ji zcela nepotlačila.
Zákaz ministrování žen fakticky zanikl v roce 1983, neboť v novém vydání Kodexu kanonického práva se ministrování povolovalo laickým osobám, bez jakékoliv další specifikace. V reakci na to se v některých diecézích začalo ministrování žen povolovat. V roce 1994 Kongregace pro bohoslužbu a svátosti zaslala předsedům biskupských konferencí okružní list, který obsahoval i oficiální interpretaci klíčového kánonu 230 §2 vydanou Papežskou radou pro legislativní texty. Ta potvrzuje, že podle něj ženy mohou ministrovat, zároveň však prohlašuje, že jeho formulace má charakter dovolení, nikoliv práva, kterého by se mohli laici dožadovat, a že je věcí příslušného diecézního biskupa, jak ve věci rozhodne. Toto stanovisko potvrzují i pozdější dokumenty, které tvrdí, že na základě povolení biskupa je možno nechat ministrovat i dívky, ovšem zdůrazňují, že biskup k tomu kněze nemůže nutit a zároveň dávají najevo, že chlapci by měli mít přednost. Například Jan Vokál, biskup královéhradecký, požaduje aby při mších ministrovali výhradně chlapci. 
Teoreticky by tedy formálně správný postup měl vypadat tak, že příslušný farář požádá biskupa o povolení ministrování dívek a záleží na biskupovi, zda je povolí. Běžná praxe se od toho často odlišuje, existují případy jednak plošného povolení od diecézního biskupa pro všechny farnosti, jednak zařazování dívek a žen mezi ministranty kněžími bez žádosti biskupovi.
Celkově je otázka ministrování žen kontroverzní záležitostí, řada tradicionalistů nese ministrující ženy velmi těžce a považuje jejich službu u oltáře za nepatřičnou, nejednotná praxe pak tvoří podhoubí pro vznik různých konfliktů, zejména pak za situace, kdy se po změně osoby v úřadu faráře či diecézního biskupa změní i přístup tohoto úřadu k dané problematice. Odpor však vzbuzuje i mezi řadou hierarchů a věřících, kteří je považují za „nepraktický omyl“, neboť se domnívají, že správný je tradiční přístup, v jehož rámci mají být ministranty především chlapci vedení k církevní dráze. Ministrování dívek podle nich je této praxi na překážku a může být jednou z příčin poklesu zájmu o kněžská povolání. Tento názor zastává např. kardinál Arinze.

## Oblečení ministranta
Ministrantské oblečení se skládá z několika částí – vrchní roucho je rocheta, která může být zdobena krajkami. Spodní roucho je komže a vrchní límec, tyto dvě části mohou být v liturgických barvách červené, zelené, černé a fialové. V bílé barvě se moc nepoužívá, avšak při mších v bílé barvě ministranti používají většinou červené. Pokud farnost nemá barevné komže s límci, pak se používá univerzální barva černá, ovšem bez vrchního límce, ten se nosí v černé barvě pouze na pohřby, zádušní mše a na památku všech věrných zemřelých (dušičky). Ministrant černou komži může nahradit klerikou, to už se ale nedává černý límec pod rochetu. Ministrant může nosit též černý biret se střapcem a čtyřmi rohy.

## Patroni ministrantů
- Sv. Tarsícius
- Sv. Mikuláš z Myry
- Sv. Dominik Savio
- Sv. Stanislav Kostka
- Sv. Alois Gonzaga
- Sv. Jan Berchmans